# Daisuke Inoue
Daisuke Inoue (Osaka, 10 de Maio de 1940) é um músico e inventor japonês, conhecido por ter sido o inventor do Karaoke. Ele criou a máquina em 1971, mas não a patenteou, perdendo a chance de fazer fortuna com um dos entretenimentos mais populares do mundo
O pioneirismo da criação do Karaokê foi durante muito tempo alvo de controvérsias. O japonês Daisuke Inoue também teria desenvolvido sua versão de karaokê em 1971 e instalado em boates; todavia, Shigeichi Negishi criou em 1967 o primeiro protótipo, a chamada Sparko Box que era operada por moedas e fichas.

## Prêmios e Honrarias
- 1999 - Eleito pela revista Time como um dos "Asiáticos mais influentes do Século XX"[5]
- 2004 - Vencedor do Prêmio IgNobel da paz (por inventar o karaokê e, desta forma, fornecer uma maneira nova de fazer as pessoas tolerarem umas às outras.)[6]